# Ornithocephalus bonitensis
Ornithocephalus bonitensis là một loài thực vật có hoa trong họ Lan. Loài này được (Dodson) Toscano mô tả khoa học đầu tiên năm 2007.